# Cibeusi (Jatinangor)
Cibeusi is een bestuurslaag in het regentschap Sumedang van de provincie West-Java, Indonesië. Cibeusi telt 9972 inwoners (volkstelling 2010).